# فلسطينيو أستراليا
فلسطينيو أستراليا هم مواطنون أستراليون من أصل فلسطيني أو مهاجرون فلسطينيون يعيشون في أستراليا. هناك ما يقدر بنحو 7000 فلسطيني في أستراليا.

## تاريخ
مثل الكثير من فلسطينيي الشتات في جميع أنحاء العالم، جاء العديد من المهاجرين الفلسطينيين من خلفيات نازحة كجزء من نزوح جماعي للاجئين ونتيجة عقود من الحرب. وصل غالبية الفلسطينيين إلى أستراليا حاملين جوازات سفر دول عربية أخرى استقروا فيها في البداية بعد هجرتهم من فلسطين؛ لم يكن من غير المألوف أن تحمل العائلات المختلفة جوازات سفر من دول مختلفة.
دفعت الحرب الإسرائيلية العربية عام 1967 العديد من الفلسطينيين إلى الهجرة خارج العالم العربي. استمرت موجات الهجرة في الارتفاع بعد الحرب الأهلية اللبنانية 1975-1990. جاءت أحدث موجة كبرى في أعقاب حرب الخليج عام 1991.

## المجتمع
وكثيرا ما يوصف الفلسطينيون في أستراليا بأنهم مجموعة وطنية "غير مرئية" مما يجعل من الصعب تحديد أعدادهم بدقة. ويحتفظ العديد من المهاجرين من الجيل الثاني والثالث بعلاقات قوية مع تراثهم الثقافي من خلال الذاكرة والروايات العائلية. ومع ذلك لا تزال هناك انقسامات بين الأجيال حيث تؤكد الأجيال الأكبر سناً في كثير من الأحيان على الحفاظ على الثقافة الفلسطينية في حين قد يتعرف الفلسطينيون الأصغر سناً بشكل أكبر على الثقافة الأسترالية.
يتحدث أغلب الأستراليين من أصل فلسطيني اللغة العربية وفي حين أن العديد منهم مسلمون هناك أيضًا عدد كبير من الفلسطينيين المسيحيين معظمهم من خلفيات أرثوذكسية. بالإضافة إلى ذلك واجه بعض الأفراد التمييز على أساس هويتهم الإسلامية أو العربية مع أن التمييز القائم على الهوية الوطنية أقل وضوحًا مقارنة بالسياقات الأخرى.
يشارك العديد من الأستراليين الفلسطينيين في الرياضات المنظمة وخاصة كرة الصالات كوسيلة لتوحيد المجتمع وتعزيز الشعور بالانتماء. تلعب جمعية الجالية الفلسطينية دوراً محورياً في تعزيز الأنشطة الثقافية وتسهيل الفعاليات التي تربط أعضاء الشتات. في كثير من الأحيان يقوم اللاعبون بتسمية فرقهم على اسم المدن الفلسطينية المحتلة مما يعزز الروابط الثقافية ويشجع الأجيال الشابة على التواصل مع أسلافهم. يتركز المجتمع بشكل كبير في ملبورن مع وجود أعداد كبيرة من السكان في داندينونج ودونكاستر مما يعزز شبكة محلية غنية.

## التركيبة السكانية
يتحدث معظم الفلسطينيين اللغة العربية ويُحسبون كأستراليين عرب.
وفقًا لتعداد عام 2021 يبلغ عدد السكان الفلسطينيين في أستراليا حوالي 15607 فردًا، مع تحديد 2959 من المشاركين على أنهم ولدوا في الضفة الغربية وقطاع غزة. ومع ذلك فإن السجلات الحكومية الرسمية قد لا تعكس بدقة العدد الإجمالي للفلسطينيين المقيمين في أستراليا.
من الناحية الجغرافية تتركز أغلبية الجالية الفلسطينية في أستراليا في ولاية نيو ساوث ويلز (53.3%) تليها ولاية فيكتوريا (26.6%) ثم غرب أستراليا (7.1%) ثم كوينزلاند (5.3%). تظهر أنماط الهجرة أن 64.9% من الفلسطينيين وصلوا إلى أستراليا قبل عام 2000 في حين حدثت الوافدون الأحدث بشكل رئيسي بين عامي 2011 و2020 (18.2%).

## اللغة والدين
اللغة العربية هي اللغة السائدة التي يتحدث بها في المنزل حيث يستخدمها 79.2% من السكان في حين يتحدث 14.2% اللغة الإنجليزية. من بين أولئك الذين يتحدثون لغة أخرى غير الإنجليزية في المنزل أفاد 80.8% منهم أنهم يتقنون اللغة الإنجليزية.
الانتماءات الدينية بين الأستراليين الفلسطينيين متنوعة : 49.4% مسلمون 17.4% أرثوذكس شرقيون و14.9% كاثوليك و5.3% لا ينتمون إلى أي دين. تكشف بيانات الأنساب من تعداد عام 2021 أن 52.8% من المستجيبين حددوا هويتهم على أنهم فلسطينيون و20.1% على أنهم عرب ونسب أصغر على أنهم ألمان (4.6%) وإنجليز (4.1%).

## العمر والجنس
من حيث توزيع الجنسين 53.9٪ من السكان يعتبرون أنفسهم ذكورًا و 46.1٪ إناثًا. بلغ متوسط عمر السكان المولودين في قطاع غزة والضفة الغربية في أستراليا 62 عامًا وهو أعلى بشكل ملحوظ من متوسط الأعمار البالغ 44 عامًا لجميع الأفراد المولودين في الخارج و38 عامًا لإجمالي السكان الأستراليين. من حيث توزيع الجنس كان 55.9٪ من الذكور (1640) و 44.0٪ من الإناث (1290) مما أدى إلى نسبة جنسية تبلغ 127 ذكرًا لكل 100 أنثى.

## التعليم والتوظيف
وفيما يتعلق بالتعليم فإن 54.0% من الأفراد المولودين في قطاع غزة والضفة الغربية الذين تبلغ أعمارهم 15 عامًا فأكثر حصلوا على شكل من أشكال المؤهلات العليا غير المدرسية وهو أقل قليلاً من المتوسط الأسترالي البالغ 60.1%. بلغ معدل البطالة لهذه المجموعة 14.0% وهو أعلى بكثير من المتوسط الوطني البالغ 6.9%.
وفقًا للبعثة العامة لفلسطين في أستراليا وأوتياروا ونيوزيلندا والمحيط الهادئ فإن أغلبية كبيرة من الفلسطينيين الذين استقروا في أستراليا يمتلكون مؤهلات تعليمية تتجاوز المرحلة الابتدائية أو الثانوية حيث يحمل 80٪ منهم مؤهلًا واحدًا على الأقل و73٪ حصلوا على درجة البكالوريوس أو أعلى.
المجالات المهنية الأكثر انتشارا بين هؤلاء الأفراد هي الهندسة والعلوم والأدوار التقنية فضلا عن المهن الطبية والصحية. لا يمنح حق الوصول إلى حقوق العمل عادة إلا بعد انتقال الأفراد إلى تأشيرة مؤقتة. وفي نيو ساوث ويلز حصل 75% من الوافدين الفلسطينيين على تأشيرة مؤقتة في حين يحمل 2% تأشيرة مؤقتة من الفئة سي ويظل 23% يحملون تأشيرة زيارة. في الآونة الأخيرة قامت الحكومة الفيدرالية بتوسيع نطاق الوصول إلى الرعاية الطبية لحاملي تأشيرات معينة وخاصة أولئك الذين لديهم فئتين فرعيتين من تأشيرة الجسر E والذين تم منحهم حقوق العمل.

## الوعي السياسي
يحتفظ العديد من الفلسطينيين الأستراليين برابط عاطفي قوي مع وطنهم وغالباً ما يعبرون عن رغبتهم في العودة أو الزيارة دون المساس بسلامتهم. إن المشاركة السياسية أمر شائع مع أن البعض قد يختار تجنب النشاط العام بسبب المخاوف بشأن ردود الفعل السلبية المحتملة. في حين أن الحكومة الأسترالية لا تعترف رسميًا بدولة فلسطين إلا أنها تدعم حل الدولتين وهو الموقف الذي لا يزال يشكل المشهد السياسي للفلسطينيين في أستراليا.

## القضايا الأخيرة
في السنوات الأخيرة واجهت الجالية الفلسطينية الأسترالية تحديات كبيرة تتعلق بالصراع المستمر في غزة. اعتبارًا من أغسطس 2024 انتقدت منظمة العفو الدولية رفض الحكومة الأسترالية منح اللجوء لأكثر من 7000 فلسطيني فروا من غزة.
وقد لفتت الاحتجاجات مثل تلك التي نظمتها مجموعة النشطاء المنشقين في سبتمبر/أيلول 2024 الانتباه إلى هذه القضايا حيث انتقدت تواطؤ أستراليا الملحوظ في الصراع ودعت إلى اتباع نهج أكثر رحمة تجاه اللاجئين الفلسطينيين.
رداً على التوترات المتزايدة المحيطة بالدعوة المؤيدة للفلسطينيين أعلن رئيس الوزراء أنتوني ألبانيز عن خطط لتجريم التشهير في أعقاب "اختراق زي600" الذي تسبب في تسريب أسماء 600 فرد في الصناعات الإبداعية. وشمل هذا الاختراق نصوصًا تكشف عن هجمات منسقة ضد مؤيدي فلسطين.
ومع أن الدعم الذي تقدمه منظمات المجتمع المحلي لا يزال العديد من الفلسطينيين الأستراليين يواجهون عقبات كبيرة بما في ذلك عدم كفاية المسارات للحصول على الإقامة الدائمة والوصول المحدود إلى خدمات الدعم مما يؤكد الحاجة إلى إعادة تقييم السياسات الإنسانية الأسترالية فيما يتصل باللاجئين الفلسطينيين.

### قيود التأشيرة وطالبي اللجوء
لقد أصبح موضوع الأفراد الفلسطينيين الفارين من غزة وتأثيرهم المحتمل على الأمن القومي الأسترالي قضية مثيرة للجدل في السياسة الأسترالية. واقترح زعيم المعارضة بيتر داتون حظرا كاملا على التأشيرات للفلسطينيين مشيرا إلى مخاوف بشأن الأمن القومي. وأعرب عن اعتقاده بأن السماح للأشخاص القادمين من منطقة الصراع بالدخول يشكل مخاطر كبيرة على أستراليا.
خلال الأشهر الثلاثة الأولى من الصراع بين إسرائيل وغزة رفض منح تأشيرات زيارة إلى أستراليا لنحو 160 فلسطينياً وذلك في المقام الأول بسبب الشكوك حول نيتهم العودة إلى ديارهم بعد إقامة مؤقتة. وأشارت الردود الرسمية إلى أن 150 متقدمًا فلسطينيًا رفض طلباتهم على أساس عدم إظهار نية حقيقية لمغادرة أستراليا وهو القرار الذي انتقده العديد من أعضاء مجلس الشيوخ باعتباره يفتقر إلى التعاطف.
فرضت وزارة الداخلية الأسترالية قيوداً صارمة على تأشيرات الفلسطينيين مما أدى إلى تفاقم الصعوبات التي يواجهونها من خلال الحد من قدرتهم على الوصول إلى الحماية الدائمة والخدمات الأساسية.
في الفترة ما بين 7 أكتوبر/تشرين الأول من العام الماضي و12 أغسطس/آب منحت أستراليا ما مجموعه 2922 تأشيرة لأفراد من الأراضي الفلسطينية. يمنح معظم هذه التأشيرات لأفراد عائلات المواطنين الأستراليين مع أن حوالي 1300 فرد فقط نجحوا في الوصول إلى أستراليا. يشير أحد التقارير إلى أن غالبية الوافدين الجدد من غزة يحملون شهادات تعليم عالٍ ويعمل العديد منهم في مهن ماهرة. وعند وصولهم دخلوا بتأشيرات زيارة والتي لا توفر لهم إمكانية الحصول على الرعاية الصحية أو دعم الدخل أو فرص العمل. وأفادت وزارة الداخلية أنه في الفترة من 7 أكتوبر/تشرين الأول إلى 12 أغسطس/آب قدم ما مجموعه 10033 طلب تأشيرة من قبل الفلسطينيين وقاموا بالموافقة على 29% فقط منها.
ويواجه عدد من الفلسطينيين الذين فروا مؤخرا من غزة إلغاءات غير متوقعة لتأشيراتهم من أستراليا مما أدى إلى تقطعت بهم السبل في الخارج. في الفترة ما بين 7 أكتوبر/تشرين الأول و6 فبراير/شباط أصدرت الحكومة الأسترالية ما مجموعه 2273 تأشيرة مؤقتة (الفئة الفرعية 600) للفلسطينيين الذين تربطهم علاقات بأستراليا وفقًا لوزارة الشؤون الداخلية. يُمنع حاملو هذه التأشيرات المؤقتة من العمل ولا يحصلون على التعليم أو الرعاية الصحية في أستراليا.
يسعى عدد كبير من الفلسطينيين الذين وصلوا مؤخراً إلى أستراليا من غزة إلى طلب اللجوء بسبب انتهاء صلاحية تأشيراتهم السياحية القصيرة الأمد. وفي أعقاب الزيادة في أعداد الوافدين أصبح الأفراد من السلطة الفلسطينية ثاني أكبر مجموعة تتقدم بطلبات الحماية في أستراليا بعد المواطنين الصينيين مباشرة.
منذ أكتوبر/تشرين الأول تقدم أكثر من 749 شخصاً من حاملي جوازات سفر السلطة الفلسطينية بطلبات اللجوء بعد أن بدأت الحكومة الأسترالية في إصدار تأشيرات سياحية للفارين من غزة. وتقوم الحكومة الفيدرالية الأسترالية حاليًا بمناقشة الحلول المحتملة طويلة الأمد لطالبي اللجوء الفلسطينيين.

## أشخاص بارزون
- راندة عبد الفتاح، كاتبة
- الشيخ شادي السليمان، إمام مسلم ورئيس مجلس الأئمة الوطني الأسترالي والمسلمين المتحدون في أستراليا
- جو هوكي، سياسي ودبلوماسي
- منيف محمد أبو الريش  [لغات أخرى]‏، صحفي
- لودي ويغينز، غوّاصة
- سماح سبعاوي، كاتبة وشاعرة

## روابط خارجية
- Australian Palestinian Professionals Association
- قيادة الجالية الفلسطينية في أستراليا تجتمع مع والد الراحلة آية مصاروة
- الجالية الفلسطينية في استراليا تدعو إلى مقاطعة "مؤتمر البحرين"